# Liste von Kunstwerken im öffentlichen Raum in Moosseedorf
Dies ist eine Liste von Kunstwerken im öffentlichen Raum in Moosseedorf. Sie beinhaltet öffentlich zugängliche Objekte in Moosseedorf (Kanton Bern, Schweiz).
| Foto            |                 | Objekt               |  | Typ                      |  |         | Teil von                 | Standort                         | Künstler          | Datierung | Beschreibung                                                        |
| --------------- | --------------- | -------------------- |  | ------------------------ |  | ------- | ------------------------ | -------------------------------- | ----------------- | --------- | ------------------------------------------------------------------- |
| Grand Guetteur  | Datei hochladen | Grand Guetteur       |  | Statue                   |  |         | Strandbad Moossee        | Badweg 23 ·                      | Nicolas Lavarenne | 1993      |                                                                     |
| Grauholzdenkmal | Datei hochladen | Grauholzdenkmal      |  | Säule, Denkmal Kalkstein |  | Denkmal |                          | Sandstrasse ·                    | Luigi Piffaretti  | 1886      | Die Kalksteinskulptur wurde 1930 an den heutigen Standort versetzt. |
| Botti           | Datei hochladen | Botti Beschreibung   |  | Statue Holz              |  |         |                          | Eichenstrasse/Tannackerstrasse · |                   | ca. 1987  | Holzskulptur des Riesen Botti                                       |
| BW              | Datei hochladen | Brunnen Gemeindehaus |  | Brunnen                  |  | Brunnen | Gemeindehaus Moosseedorf | Schulhaussstrasse 1 ·            |                   |           |                                                                     |